# Міхурницеві
Міхурницеві (Cystopteridaceae) — родина папоротеподібних (Pteridophyta) судинних рослин.

## Історія
Серед нових результатів останніх молекулярних філогенетичних аналізів є несподівано близькі еволюційні відносини родів Acystopteris, Cystopteris, Gymnocarpium і філогенетична принципова відмінність цих родів від Woodsia. Як наслідок, ці три роди були видалені з Woodsiaceae і поміщені в свою власну родину, Cystopteridaceae.

## Опис
Це малі або середні папороті в лісах і тріщинах скель. Кореневища стрункі й довгі. Листя 1–3-перисте. Як правило, вони мають тонкі пластинки, і маленькі, круглі, голі соруси.

## Поширення
Родина має космополітичне поширення (живе на всіх континентах, крім Антарктиди).

## Галерея

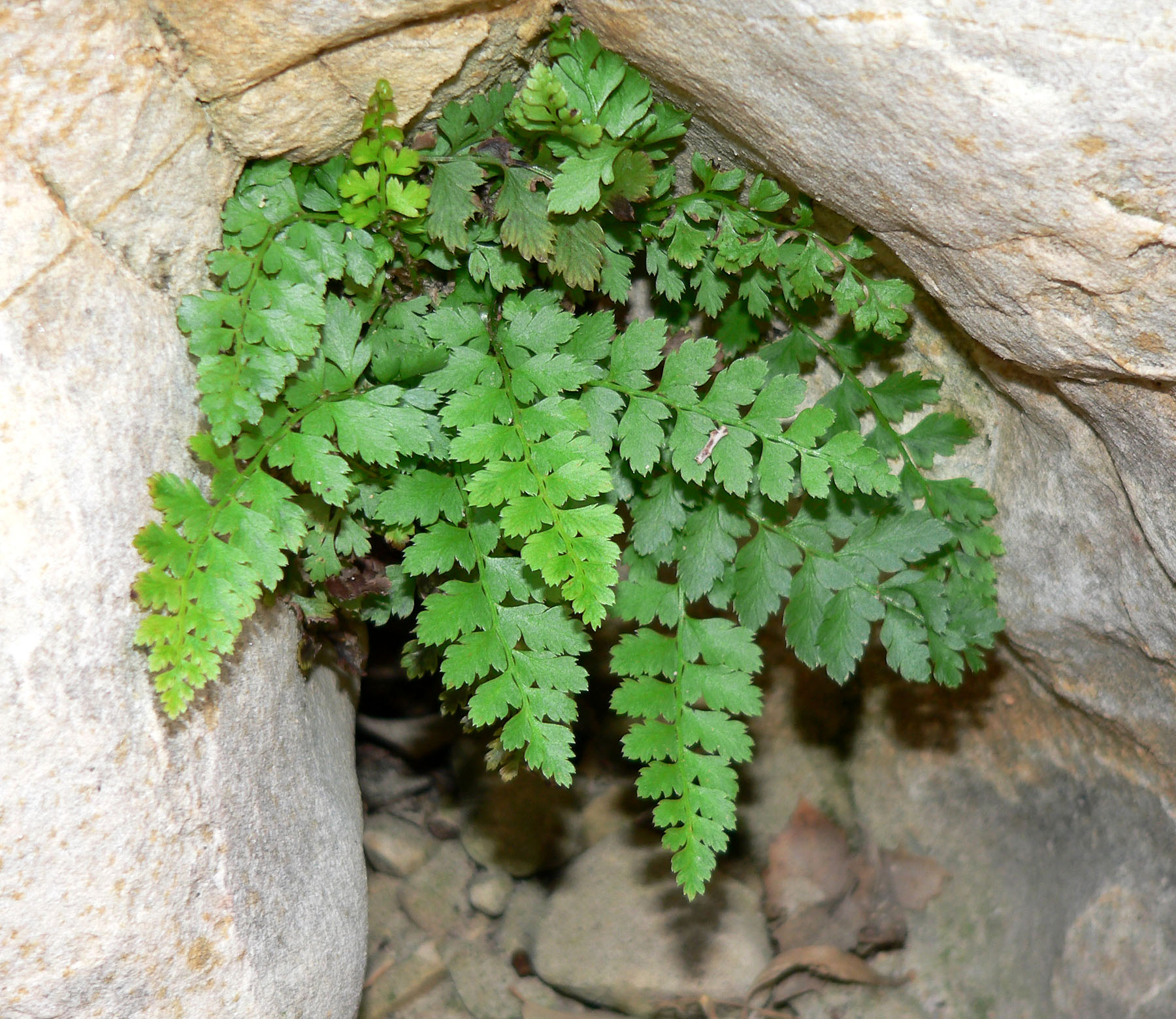
Cystopteris fragilis
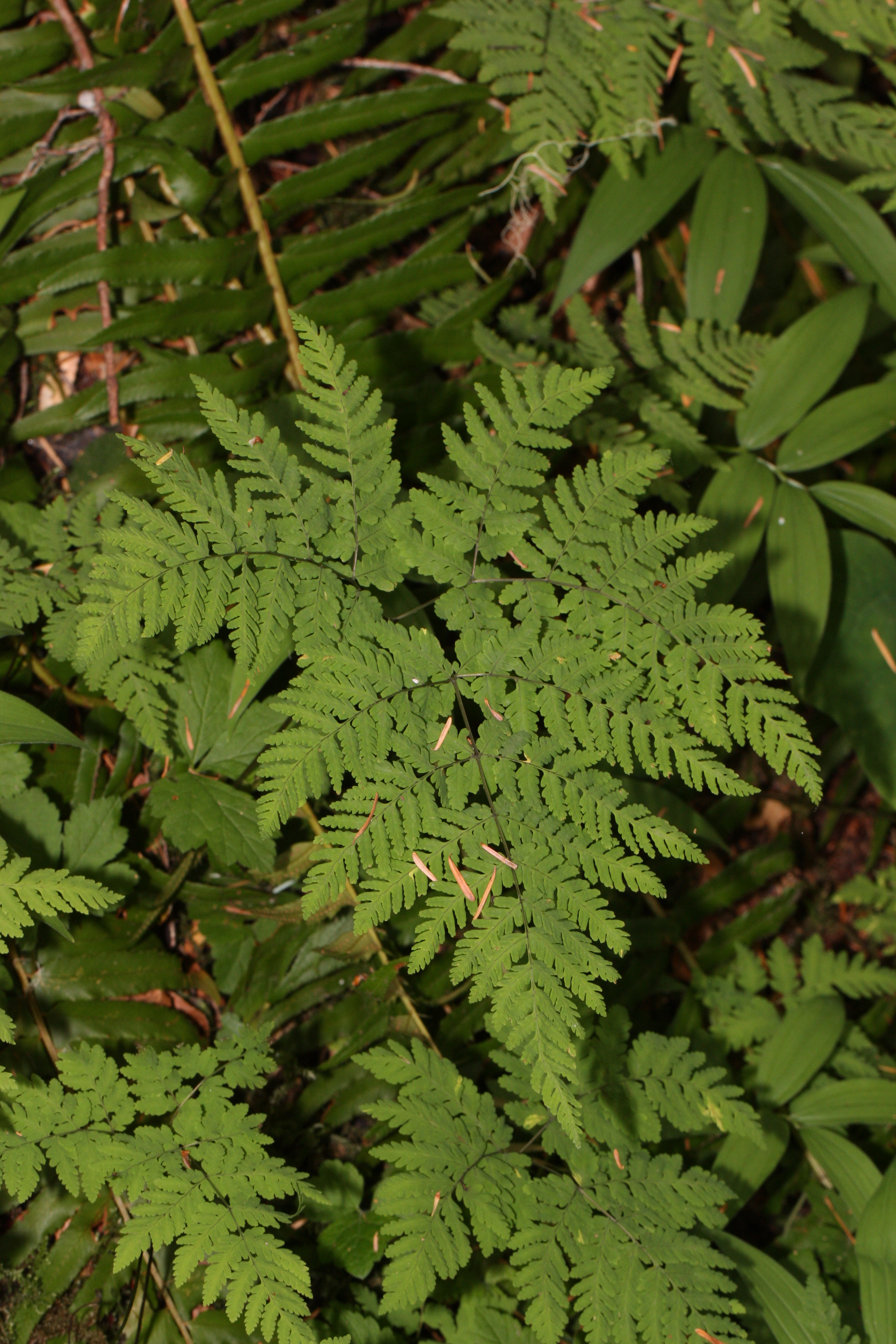
Gymnocarpium dryopteris